# Le Sang séché
Pour plus de détails, voir Fiche technique et Distribution.
Le Sang séché (血は乾いてる, Chi wa kawaiteru) est un film japonais réalisé par Yoshishige Yoshida, sorti en 1960.

## Synopsis
Afin de protester contre une vague de licenciement, Takashi Kiguchi, employé, décide de se tirer une balle dans la tête pendant le discours du directeur. Blessé, Kiguchi s'en sort. La presse consacre des articles à ce geste désespéré présenté comme altruiste. Yuki Nonaka, une jeune femme qui travaille pour une compagnie d'assurance, décide de lancer une campagne publicitaire axée sur le geste de Kigushi. Celui-ci se prête au jeu et se retrouve transformé en icône marchandise, affiché sur les murs, demandé par la télévision…

## Fiche technique
- Titre : Le Sang séché
- Titre original : 血は乾いてる (Chi wa kawaiteru?)
- Réalisation : Yoshishige Yoshida
- Scénario : Yoshishige Yoshida
- Production : Takeshi Sasaki
- Société de production : Shôchiku
- Musique : Hikaru Hayashi
- Photographie : Toichiro Narushima
- Montage : Yoshi Sugihara
- Pays d'origine : Japon
- Format : Noir et blanc - Mono - 35 mm
- Genre : Drame
- Durée : 87 minutes
- Date de sortie : 9 octobre 1960 (Japon)

## Distribution
- Keiji Sada : Takashi Kiguchi
- Kaneko Iwasaki : Ikuyo
- Shinichirô Mikami : Harada
- Mari Yoshimura : Yuki Nonaka
- Yuuko Kashiwagi : Yoko
- Masao Oda : Kanai
- Asao Sano : Mitsuzawa
- Ichirō Sugai